# Polski Fiat 125p
El Polski Fiat 125p/FSO 125p/FSO 1300/1500 es una berlina media fabricada bajo licencia Fiat, basada en el Fiat 125 en Polonia por la Fábrica de Automóviles de Pasajeros (o FSO, por sus siglas en polaco), en el periodo de 1967 a 1991, inicialmente bajo la marca "Polski Fiat", y comercializado como Polski Fiat 125p, y una vez finalizada la licencia inicial, como FSO 1500, FSO 1300 o FSO 125p.

## Historia

### Inicios

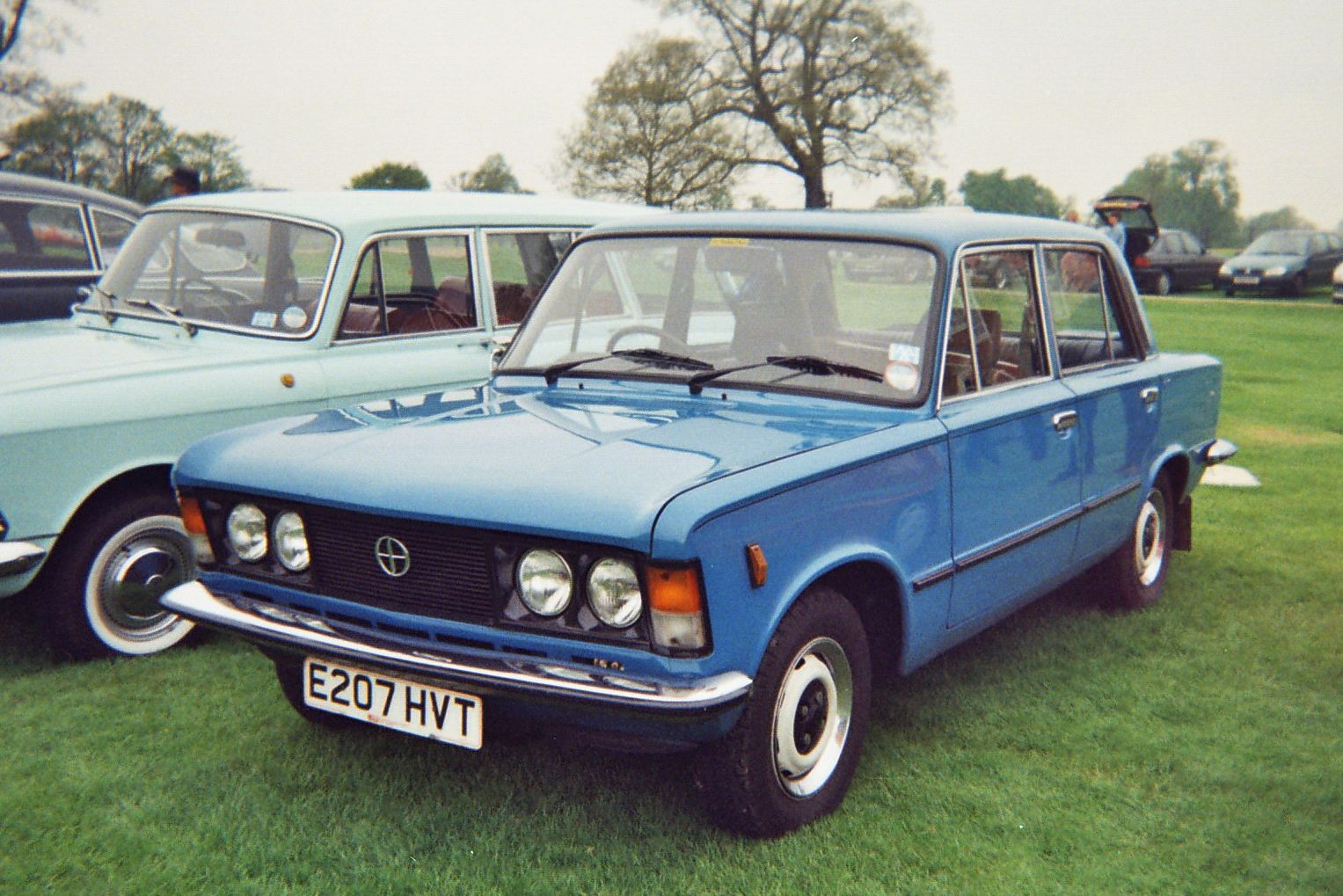
Un Polski Fiat 125p, modelo 1975.

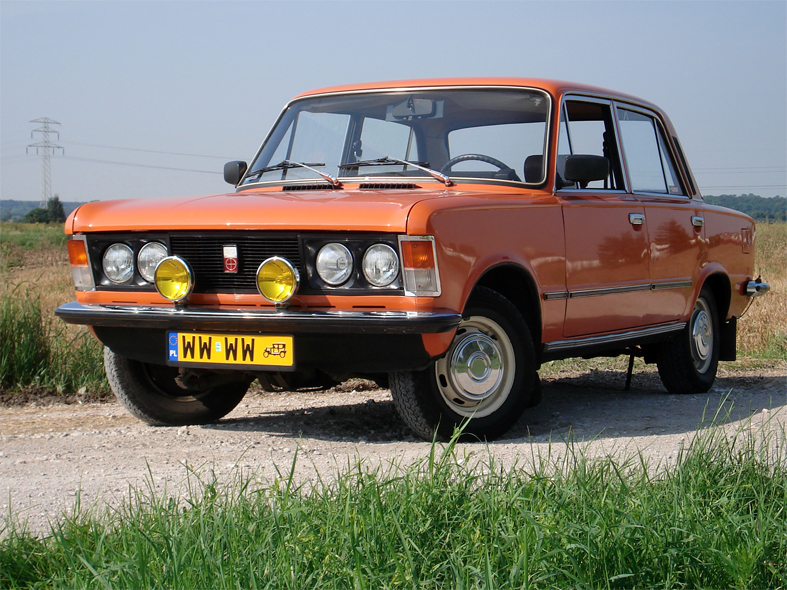
Polski Fiat 125p, modelo 1980.

Después de un periodo de cese en la producción de coches bajo licencia Fiat en la planta de Zerán, la FSO decide hacerse con la licencia de otro coche a mediados de 1965; se decide junto con el jefe de la Unión de la Industria Automovilística de Polonia, Tadeusz Wrzaszczyk, quien junto a sus colaboradores más cercanos -El asistente para asuntos técnicos y su hijo, Andrew, un diputado del ramo de la exportación Andrew Gorecki y el entonces exdirector de la Organización de la Industria Autmotríz de Polonia, Drylem Witoldem- se comienza a adoptar medidas concretas para ampliar la capacidad fabril de la planta de Coches de Turismo en Zerán y para iniciar la puesta en producción de un coche moderno, acorde a los mercados internacionales. La planta ya fabricaba coches desde 1951, y con el modelo Warszawa se llevó a cabo y de manera repetitiva una infructuosa actualización del mismo modelo; que ya entonces era anticuado. Ante la imposibilidad de diseñar un coche de manera autóctona, se tienen en consideración dos opciones; el aventurarse al desarrollo de nuevos productos por parte de la FSO, o comprar la licencia de construcción de un coche en el extranjero de nuevo. A pesar de la creación de prototipos realmente novedosos como el Warszawa 210 y el Syrena 110, se eligió la segunda alternativa, ya que no se quería incurrir en gastos adicionales de adecuación y de reimplementación de maquinarias. Las negociaciones se llevaron a cabo con la inclusión del fabricante francés Renault, y el retorno al mercado local del italiano Fiat. La oferta inicialmente hecha por la marca francesa fue rechazada debido a las condiciones que en principio se hallaron como adversas, por lo que fue seleccionada definitivamente la marca italiana.
El 22 de diciembre de 1965 fue firmado entre Fiat y Motoimportem -el grupo empresarial que representaba a la industria del automóvil polaca de entonces (la que luego sería asumida por la empresa fundada en 1968 POL-MOT)- un contrato de licenciamiento para la FSO y así proceder a la construcción del Fiat 125 en las líneas de producción en Zeran y su modernización. La elección recayó en este modelo, pues aun siendo moderno permitía la adaptación de la mecánica producida para el antiguo Fiat 1300/1500, de modo que el nuevo modelo difiere del Fiat 125 original en la utilización de la mecánica, transmisión y suspensiones del primitivo Fiat 1300/1500, que se mantendrán durante toda la vida comercial del 125p y su sucesor el FSO Polonez- y con el rediseño de las estructuras de la carrocería y los frenos tomados del modelo original del 125, cuyo debut en el mercado se produjo en 1967. El acuerdo firmado con Fiat entró en vigor en febrero de 1966, y su aprobación por el Consejo de Ministros de Polonia tuvo lugar dos meses más tarde. Originalmente estaba planeada su entrada en producción como un conjunto basado en la mecánica del Fiat 1300, sin embargo; el 21 de mayo de 1966, un anexo al acuerdo inicial, según el cual, el equipo italiano daría la licencia libre para la fabricación del vehículo con carrocería y los frenos tomando todos los elementos clave del nuevo Fiat 125. Así el coche polaco no tendrá el mismo nivel o ninguna equivalencia con el de producción en Turín, lo cual le hizo perder valioso apoyo técnico para las exportaciones de este modelo polaco a los mercados occidentales, lo que aparte le sirvió de momento para usar luego la marca Fiat en el nombre del modelo con la designación Polski Fiat.
El nuevo coche construido en la planta de Zerán fue puesto en el mercado pocos meses después que el modelo italiano 125. Esta llegada sirvió para el reimpulso y la modernización estructural de la industria automovilística y auxiliar en Polonia, importante en la época; que dio con la reorganización total de la industria polaca del automóvil, que se componía principalmente sobre la base de la especialización de diferentes empresas individuales que cooperaban con la OIA. Para los fabricantes europeos occidentales sería el fin de la producción de un modelo de una producción unificada del coche (en donde el total del coche era manufacturado en una sola localización), siendo cedidas las licencias de producción de diversos componentes individuales a contratistas independientes.  En abril de 1966 se empieza a trabajar con la oficina Motoimportu en Turín, la que se encargaría de coordinar la cooperación técnica y comercial entre las empresas afectadas y las oficinas de la Fiat y los distribuidores de la Polski Fiat a nivel mundial. En la segunda mitad del año 1966, empieza la capacitación a gran escala de la plantilla técnica de los obreros en su formación, para iniciar la manufactura a gran escala en las fábricas polacas de Fiat, así como se inicia la formación también a sus proveedores de componentes.  El costo total de la licencia y el equipo ascendió en la época a 2,764 mil millones de dólares y 32,450 millones de dólares la de la implementación y readecuación de las instalaciones fabriles.

## Variantes

### Primera serie (1965-1973)
A pesar de la aparición de prototipos exitosos (derivados del Syrena (110) y del Warszawa (London 210)), en 1965 las autoridades polacas decidieron que los modelos de los vehículos anteriores, tecnológicamente obsoletos; deberían ser reemplazados por un modelo fácil de obtener en Occidente. Esto implicó, entre otras cosas, contar con las asignaciones presupuestales suficientes para dotar a la planta de la FSO con la capacidad de adoptar nuevas tecnologías para su producción. El acuerdo de licenciamiento de la producción fue firmado el 22 de diciembre de 1965. Al poco tiempo, el proceso de modernización de la fábrica de Varsovia sería llevado a cabo con la colaboración de los técnicos e ingenieros italianos.
Para la producción del nuevo coche eran necesarias más maquinarias, aparte de que éstas fueran modernas y la consecución de equipos de precisión se hizo también indispensable. Estos fueron obtenidos de las plantas de fabricantes de renombre de Europa y América. En la implementación del proceso de manufactura, se decide que todo el material necesario fuera producido bajo licencia localmente, con lo cual se involucra a los anteriores fabricantes de autopartes del Warsawa, quienes participaron junto a más de 150 empresas en variados campos, como la electrónica, la siderurgia, las plantas de materiales para la automoción e incluso la industria de los químicos.
Sobre la base de este acuerdo, Fiat preparó una variante altamente modificada del Fiat 125 para la producción en las instalaciones polacas, así como capacitó a los obreros y técnicos para los posibles inconvenientes que surgieran tras el proceso. El coche resultó ser igual exteriormente al italiano, al ser una berlina de gama media con un propulsor convencional -un motor delantero montado longitudinalmente y tracción en las ruedas traseras-. El Polski Fiat 125p tomó la carrocería del Fiat 125 -con algunos cambios menores en los acanalados- y retomó del Fiat 1300/1500, y luego del Fiat 124, otros elementos mecánicos y estéticos, así como el interior (incluyendo el tablero de instrumentos, que se deriva del usado en el modelo Fiat 1300, luego siendo tomados los del 124).
El Polski Fiat 125p difería del auto italiano en ciertos aspectos, ya que en vez de tener las distintivas luces cuadradas y su tradicional parrilla montada en el radiador se toma un diseño propio, que montaba unas luces redondas y una parrilla de plástico negro con el logo de la Polski Fiat, aparte en el coche polaco se aprecian cambios como la ausencia de los acabados cromados y de los pliegues en los lados, en el capó y en la tapa del maletero. 
Los motores, y las cajas de marchas eran adaptados de los predecesores del Fiat 125, que son el Fiat 1300/1500 y el Fiat 124. Los coches producidos se caracterizan por un diseño moderno, en comparación con los Warszawa y Syrena que se montaban anteriormente. Las instalaciones comenzaron a operar el 28 de noviembre de 1967. La producción en serie del auto se llevó a cabo el año siguiente.
Su motor era muy conservador, un bloque propulsor de cuatro cilindros en línea, refrigerado por agua. Dicho motor contaba con una cilindrada de 1,3 litros, similar al modelo original italiano de desarrollo del reputado ingeniero Aurelio Lampredi. Estaba equipado con un sistema de válvulas OHV, cuyos tiempos eran accionados por cadena. El bloque del motor fue de acero fundido, cuyos cilindros y cigüeñal eran de aleaciones especiales, a diferencia del bloque italiano, que era de acero forjado. El cigüeñal estaba apoyado sobre tres rodamientos. Este automóvil estaba equipado con un sistema eléctrico de 12 voltios de tensión, muy tradicional y a la sazón de sus contrapartes occidentales, cuya carga es provista por un alternador de 580 vatios de potencia.
El motor era de tipo OHV sincronizado, con una caja de cambios de cuatro velocidades y una transmisión trasera. El embrague era monodisco de tipo seco, y el control hidráulico del mismo era conocido en occidente (accionado por una prensa), pero en Polonia era algo muy moderno. La selección de las velocidades se hacía desde una palanca de cambios situada en la columna de la dirección. La transmisión era trasera, siendo las ruedas traseras las encargadas de transmitir la tracción al suelo. El modelo utilizó por primera vez un sistema de frenos de disco en ambos ejes, y el circuito único era controlado hidráulicamente, y además ofrece respaldo para el mecanismo de apoyo. La suspensión era del tipo mixto. En el eje delantero se utilizaban brazos transversales dobles independientes, basados en un estabilizador de torsión transversal, conocidas coloquialmente con el apodo de tijeras. La suspensión trasera es independiente del sistema delantero, pero muy conocida, y tal vez hasta copia del sistema usado en el Syrena, que utiliza ballestas y amortiguadores telescópicos.
En el interior de la cabina se utilizan unos asientos tapizados, usándose para ello por primera vez en Polonia cuerina, un tipo de cuero sintético que antes de esto no era conocido, hasta esta ocasión en que el tropedo y sus acabados lo exhibieran. En el tablero un total de ocho luces rectangulares, y un indicador de velocidad horizontal le daban un aire de coche europeo, contándose con una característica poco conocida hasta su aparición. Tras su segundo año de su debut en la producción, la gama de motores incluyó un novedoso motor de origen local (clonado del originalmente montado en el Fiat 125) con un bloque de 1,5 litros de cubicaje. De hecho, el diámetro y la carrera de los cilindros se aumentó, en el bloque de 1,3 litros era de 72 milímetros, y en el motor 1,5 los cilindros ya tenían un diámetro de 77 milímetros. Así mismo, se modificó el diseño del carburador y el ventilador de refrigeración del motor, para soportar la mayor carga térmica del sistema. Dichos cambios dieron lugar a un aumento en el número de caballos: de los 59 del primer modelo se aumentaron unos 10 caballos de fuerza máximo, ya con ellos este coche podía lograr aceleraciones más consistentes, llegando a velocidades de más de 150 km/h.
Después de su aparición, el coche seguía siendo mejorado cada año. En 1971, se introdujo un árbol de transmisión exento de mantenimiento, una suspensión y un eje trasero reforzados, así como se hicieron algunos cambios en el diseño del capó. Desde entonces, las designaciones del coche se hicieron acordes a las versiones de los distintos años sobre los que se presentaban sus supuestas mejoras con respecto a su versión predecesora, siendo designados como "Fiat MR/año del modelo". En septiembre de 1971 se cambia la ubicación de la barra de cambios, pasándola al suelo y quitándola de la columna de dirección. Con el modelo MR'72 el sistema de refrigeración se cambia a uno de tipo cerrado, y es mejorado a su vez el sistema de frenado de doble circuito por uno de diseño viejo de tipo periférico, con un ecualizador que ajusta la fuerza del frenado y permite la repartición de la carga de frenado de forma dispar sobre los eje trasero y delantero, además hacen su aparición los cinturones de seguridad para los asientos delanteros, una verdadera novedad en los coches de procedencia comunista hasta entonces. La gama de motores preveía la inclusión de nuevas motorizaciones, diferentes de los que hasta ahora eran utilizados. Este vehículo estuvo disponible en versiones que incluyeron opciones de equipamiento tales como un techo retráctil, un motor de gasolina adaptado a la LO 78, una radio AM/FM, una columna de equipos adosada al suelo, un sistema de bloqueo para el ajuste del volante, un vidrio trasero con desempañador y sistemas de calefacción adaptados a las diferentes zonas del territorio europeo y sus distintos climas (entorno frío, caliente o polvoriento).

### Polski Fiat 125p (1973-1974)
En 1972, la producción del FSO Syrena es traspasada de la planta de Zerán a la planta de Bielsko-Biala, en Silesia. Con ello, las líneas de producción de la planta Nº 1 son liberadas y reasignadas a la producción del Polski Fiat 125p. Tras dicho cambio se añaden a su vez diferentes versiones del mismo, diseñadas localmente para producirse como nuevos derivados del Polski Fiat 125p, nunca vistos en Italia: una versión de tipo camioneta, una camioneta familiar y esta a su vez es adaptada como una ambulancia. Tras ser modernizada, la planta de Zéran es tomada como parte de los establecimientos existentes para la producción de este y otros modelos del Polski Fiat 125p. Esto dio como resultado el crecimiento de la productividad en esta y las otras plantas. Al mismo tiempo, la versión de producción de la variante platón fue llevada al mercado. Con dicha versión y tras serle reconocida su fiabilidad y robustez, su comercialización al exterior comenzó a crecer, y el número de vehículos exportados del Polski Fiat 125p llevaron a este coche a presentaciones internacionales en pabellones polacos, e incluso fue presentado en una exhibición en Nueva York en 1974, y tras ello comenzaron sus exportaciones a otros mercados como el coche insignia de la industria polaca.
En 1973, y debido a nuevas y cada vez más estrictas normas de seguridad, y con tales cambiando sus exigencias, se hacen cambios que mejorarían su desempeño en colisiones, tales como el cambio en las manijas de las puertas, en los vidrios y en los paragolpes, aparte de los espejos fijos del retrovisor y otros que ayudaron a su venta en el exterior. Ahora contaba con una nueva parrilla delantera -cromada en vez de la anteriormente utilizada, hecha de plástico negro- que le dio cierto toque de distinción, pero retenía las farolas redondas, a diferencia aún de su original italiano, de luces cuadradas. Aunque el diseño de los asientos delanteros se hubiera modernizado, adaptándoles cabeceras de serie y un nuevo sistema de suspensión en el vehículo, reemplazando sus muelles y ballestas de cuatro hojas por un sistema más acorde al tiempo de su lanzamiento, reteniéndose su sistema de suspensión tradicional para las versiones comerciadas localmente, siendo instalados los amortiguadores traseros en el eje trasero, apoyados en postes de absorción resortados con soportes de goma para las versiones exportadas. Así existieron dos versiones diferenciadas por su suspensión, la una; que usaba sistemas ya conocidos en occidente, y otra, de comercio local y en los países comunistas, que retenía cambios de la versión exportada, que incluso contaba con nuevos parachoques, los que juntó a las mejoras que fueran adicionadas, le daban al auto un aire de coche viejo, y ya cuando se presentaba una nueva versión, esta se veía obsoleta, ya que había adelantos en coches, inclusive en países del bloque; que dejaban ver ya la obsolescencia en el diseño y prestaciones del coche, ya descontinuado en Italia por la misma razón.
Desde 1974, los coches estaban equipados con nuevos sistemas de mando. El volante ahora es de diámetro reducido, y comenzó a utilizarse una columna de dirección dividida. Con dicha solución se aumenta la seguridad del conductor en caso de accidente. La palanca de cambios se movió al suelo permanentemente, y nuevos interruptores de luces e indicadores y limpiaparabrisas (con temporizador) se adicionaron. Además, se comenzó a montar de serie un nuevo sistema de dirección, pasándolo del tradicional mecánico, a uno de cremallera, más preciso y fiable, pero ya desactualizado. El velocímetro en esta versión estaba calibrado hasta los 180 km/h.
Al mismo tiempo, se presentaron dos ediciones limitadas del PF 125p, una llamada "Monte Carlo 1600" y otra denominada Acrópolis 1800. Ambas versiones utilizan motores DOHC, tomados del Polski Fiat 132p. El motor 1600 erogaba 98 caballos (73 kW), lo que le permitía al PF 125p llegar a alcanzar los 165 km/h,y la versión 1800 entregaba 105 caballos (78 kW), lo que dio que pudiese llegar hasta una velocidad de 170 km/h. Junto a otras de sus características, dichos coches se destacaron por las franjas de color negro a los lados del cuerpo, un volante de estilo deportivo, rines de aleación, retrovisores exteriores en las aletas delanteras, y un equipamiento más rico tanto para las versiones locales como para las de exportación. La producción limitada de éstas ediciones se terminó en 1974.
Esta versión fue la que se ensambló en Colombia por la C.C.A., y que resultara rotundamente exitosa, entre 1970 y 1981, siendo conocida la versión station wagon como "Caravan". Las primeras unidades llegaban importadas, tras ser canjeadas por café, y luego eran vendidas por la extinta Corporación Financiera del Transporte (CFT), siendo conocidos por estas pintados en un esquema de tono dual, de techo amarillo y laterales en tonos morados, esquema que se cambió en las versiones de ensamble local, siendo éstas unidades pintadas de tonos negros en los laterales y amarillos en el techo, ya que su uso mayoritario era en la modalidad de servicio público, siendo muy pocas las unidades que llegaron como coches de servicio particular.

### Polski Fiat 125p (1975-1983)
En 1975, se llevó a cabo en la historia del modelo el cambio más grande en su diseño y mecánica. La nueva versión ha sido conocida dentro de Polonia como MR'75. Su principal característica es el cambio del diseño frontal, debidamente modernizada (con nueva parrilla, marcos para los nuevos faros, luces amplias y nuevos indicadores de posición y modificaciones en las luces usadas), una nueva parte posterior (en lugar de la caída casi vertical de la lata se da un leve respiro enderezándola con un nuevo ancho horizontal, modificando la forma del portón trasero levemente y el tamaño del habitáculo). El coche también cuenta con franjas decorativas a los lados y nuevas tapas y parachoques encauchetados sin guardacanes.  Así mismo, el diseño de las luces de aviso traseras y las direccionales fueron modificadas notablemente.
Las modificaciones fueron también aplicadas en los interiores, que ahora contaban con características de un nuevo tipo, un novedoso tablero de instrumentos; de plástico negro, fue adaptado y podía recibir casi cualquier instalación de radio y otra clase de odómetros adicionales. En el torpedo había ahora un cajón pequeño para almacenar artículos chicos y un compartimiento de almacenamiento con llave también fue incorporado, a diferencia del anterior, que era sólo de chapeta girable, fácil de acceder para cualquier desarmador. El coche utilizaba también un nuevo tipo de dispositivo de calentamiento para un mejor rendimiento, junto con un mejorado sistema de calefacción interior -con nuevos inyectores de aire a chorro en el panel de instrumentos, y un sistema de aire acondicionado mejorado- ya en este sistema el empleo de los gases del escape se hace en épocas invernales, reduciendo la dependencia en resistencias, común usanza en coches occidentales. Las bocas del exhosto ahora son de mejor ventilación y venían cromadas de serie. Además, los restringidos asientos delanteros anteriores fueron reemplazados por unos ajustables y que de serie incorporaban un apoya-cabezas. Había incluso una opción de montar en el ventanal posterior un sistema antivaho de calentamiento.
Los motores han recibido un nuevo árbol de levas y cambiar la configuración del carburador que se tradujo en un aumento de la potencia máxima de 3,7 kW, el motor alcanzado 1300 65 caballos de vapor (48 kW), y la versión 1500/75 caballos de vapor (55 kW). Gracias a la estructura incluir batería en un recinto cerrado y los neumáticos radiales, el coche cumple con los requisitos europeos para su aprobación en ese momento [15] .  También se presentó en el año 1975 fue la variante de producción de vehículos utilitarios - pick-up [3] .
A finales de 1976, preparado otra serie de modificaciones en el coche.  Se incluyen, entre otros: un nuevo diseño trasero polaco eje, pequeños cambios en el diseño del carburador, el más eficaz de freno y el sistema de escape se caracteriza por un funcionamiento más silencioso.  Puerta frontal abatible rápidamente reemplazado por permanente [3] .  En 1976, la producción anual de 101 050 unidades del modelo, lo que da una cifra total de alrededor de 568 000 125p PF producida.  En 1977, fue una pequeña serie de copias modificadas de la pared frontal equipado con faros rectangulares importados de la República Democrática Alemana (marcado LUX).  Desde el año 1977 se inició con el agotamiento gradual de los coches que salen de la fábrica y disminuir su calidad [14] .  Preparado para el limpiaparabrisas camioneta ventana trasera con arandela.
En 1978, la FSO puso en producción el FSO Polonez, el sucesor de la serie 125p. Originalmente estaba planeado que con su llegada se tuviera que finalizar la producción del Polski Fiat 125p, ya obsoleto, y que se concluyera su línea de montaje definitivamente en 1982. Pero los dos coches se produjeron al mismo tiempo durante casi 13 años consecutivos (desde el mismo año de 1978 hasta su desaparición, en 1991). El proceso de unificación de los dos vehículos de construcción.  El polaco Fiat 125p adaptado modernos elementos estructurales de la Polonesa [3] .  En 1978, un nuevo sistema para la apertura de la cajuela - Bloqueo eliminado con aletas en el bolsillo izquierdo, colocado en el interior de la palanca del cuerpo, la dirección cubierta de la rueda adecuada con el vehículo nuevo.  En 1980 las luces delanteras Chrome Frame sustituido por plástico negro (versiones de exportación montado cromo 1989), así como el destino de los ventiladores en los pilares traseros.  Hubo tres versiones del modelo: Popular (UP empobrecido), Standard (+ molduras laterales populares y tacómetro) y de lujo.  Desde 1982, ningún portón trasero montado bolsillo con cremallera.  Dependiendo de la época y la versión de la carrocería del vehículo se puede instalar en los limpiadores de faros delanteros, llantas de aleación llantas de aleación, motor potenciado a 82 hp (60,4 kW), o adaptado a la gasolina LO 78, viseras del parabrisas, los faros rectangulares, luces de niebla sistema de freno delantero indicador de falla, el interruptor de las luces de advertencia y el limpiaparabrisas trasero (el carro), además de la zona se distinguen variedad de aire caliente, frío y polvoriento con mayor [16] .

### FSO 125p (1983-1991)
El 1 de enero de 1983 era la fecha acordada para la expiración de la licencia cedida por la Fiat a la FSO, por lo tanto, el coche cambia de nombre al de FSO 125p. Esto implicó la inserción del logo de la FSO en la parrilla, y el retiro de las etiquetas que marcaban a las últimas unidades como "licenciadas por Fiat" del marco delantero y de las parte en donde iban prendidos estos emblemas. Esto sirve a su vez como un método para determinar la versión del coche, junto a las marcaciones hechas con las letras "L", "C", "M", "E" y "S", que mostraban el nivel de equipamientos de dichos vehículos. La variante "FSO 125p C" se agotó y hasta el vehículo de base, en el caso del coche variante "L" estaba que estaba equipado con, entre otras cosas; desempañador térmico trasero en el panorámico, fue una de las más vendidas, ya que era la versión com más iluminación dentro de la gama de coches para pasajeros, y que también incluyó nuevas molduras laterales, apoyabrazos grandes en la parte delantera y un nuevo tacómetro, la marcación "S" era la usada para la versión con motor mejorado, "M" era la marcación para los vehículos con motores del FSO Polonez, la marcación "E" ya era para los motores con encendido electrónico. En el mismo año, los indicadores del FSO PolonezMR'83 en cuanto a los indicadores de temperatura del alternador y del agua y el nivel de combustible y accionamiento mecánico libre de mantenimiento acoplamiento. En abril de 1983, el cuerpo de zubożono. Las luces laterales indicadoras de introducir y extraer pequeñas tapas negras, las lámparas de luz tronco, encendedores, portapapeles, temporizador de iluminación eliminado limpiaparabrisas, molduras exteriores de las puertas, el deslumbramiento en el interior de la pequeña puerta y reposabrazos.  Desde 1984, se convirtió en 125p motores disponibles en la Polonesa, un año más tarde introdujo caja de 5 velocidades y la luz antiniebla trasera en el año 1986 [3] .  Dependiendo de la vendimia y la versión de la carrocería del vehículo puede estar equipado con: luneta térmica trasera, cuentarrevoluciones, reforzado motor 1500, encendido electrónico, velocímetro en millas, el sistema de mezcla de combustible zubażający, faros antiniebla delanteros, faros delanteros con amarillo llantas de aleación ligera, electrónica controlar los limpiaparabrisas, encendedor, o cubrir los pasos de rueda delanteros [18] .
En 1986 se fundó una corta serie de FSO 125p 1,6 construcción diésel Volkswagen .  Era una unidad niewysilona con una potencia máxima de 54 CV que proporcionaron peor que el rendimiento de referencia del motor.  FSO 125p 1.6 D fue capaz de alcanzar una velocidad máxima de 125 km / h con un consumo medio de combustible de 7,5 litros por cada 100 km [4] .  La actualización del pasado era cambiar el indicador de velocidad - en lugar de la horizontal típica con discos circulares móviles fueron utilizados [19] .
Última copia realizada 29 de junio de 1991, el total de FSO creado 1 445 699 copias [20] .  Las exportaciones y las exportaciones locales incluidas las 874 966 unidades, incluyendo exportaciones - 586 376 unidades enviadas a 80 países [21] [22] .

## Mecánica

### Motor 1300 Código 115C.076
Delantero longitudinal, 4 cilindros en línea, 1.295 cc, 8 válvulas y una potencia de 72 CV/ 5.000 RPM, diámetro del pistón 72 mm y carrera 79,5 mm, alimentado por un carburador Weber de doble cuerpo. Caja de cambios manual de 4 velocidades sincronizadas. Frenos de disco a las 4 ruedas con servofreno. Dirección de tornillo y rodillo, y embrague de mando hidráulico.

### Motor 1500 Código 115C.076
Delantero longitudinal, 4 cilindros en línea, 1.481 cc, 8 válvulas y una potencia de 83 CV/ 5.200 RPM, diámetro del pistón 77 mm y carrera 79.5 mm, alimentado por un carburador Weber de doble cuerpo. Caja de cambios manual de 4 velocidades sincronizadas. Frenos de disco a las 4 ruedas con servofreno. Dirección de tornillo y rodillo, y embrague de mando hidráulico. Relaciones de cambio y grupo final: primera 3.75 a 1, segunda 2.30 a 1, tercera 1.49 a 1, cuarta 1.00 a 1, marcha atrás 3.87 a 1. Grupo cónico hipoide: 4.1 a 1 Capacidad del depósito de combustible: 12 galones.

## Exportación
La tabla a continuación es un estimado de los vehículos del modelo Polski Fiat 125p/FSO 125p exportados:
| País                | Número de unidades (estimado) |  | País                   | Número de unidades (estimado) |
| ------------------- | ----------------------------- |  | ---------------------- | ----------------------------- |
| Yugoslavia          | 114 526                       |  | Indonesia              | 386                           |
| Checoslovaquia      | 82 662                        |  | Liberia                | 358                           |
| Hungría             | 67 887                        |  | Arabia Saudita         | 352                           |
| Reino Unido         | 48 370                        |  | Malta                  | 302                           |
| Bulgaria            | 46 500                        |  | Catar                  | 273                           |
| Alemania Oriental   | 43 340                        |  | ?                      | 262                           |
| Francia             | 27 663                        |  | Nicaragua              | 239                           |
| Egipto              | 21 699                        |  | Nigeria                | 223                           |
| Colombia            | 14 875                        |  | Libia                  | 191                           |
| Grecia              | 14 616                        |  | Sierra Leona           | 185                           |
| Irak                | 13 092                        |  | República Dominicana   | 180                           |
| China               | 11 849                        |  | Siria                  | 170                           |
| Finlandia           | 11 561                        |  | Zaire                  | 167                           |
| Bélgica             | 10 820                        |  | Guatemala              | 165                           |
| Alemania Occidental | 8864                          |  | Túnez                  | 154                           |
| Países Bajos        | 5746                          |  | Suecia                 | 109                           |
| Dinamarca           | 5631                          |  | Marruecos              | 100                           |
| Irán                | 5334                          |  | Singapur               | 80                            |
| Ecuador             | 2504                          |  | Senegal                | 76                            |
| Noruega             | 2377                          |  | Emiratos Árabes Unidos | 69                            |
| Austria             | 2250                          |  | Camerún                | 67                            |
| Tailandia           | 1873                          |  | República del Congo    | 51                            |
| Argelia             | 1575                          |  | Corea del Norte        | 41                            |
| Pakistán            | 1501                          |  | Gibraltar              | 40                            |
| Líbano              | 1460                          |  | Vietnam                | 40                            |
| Chile               | 1290                          |  | Abu Dhabi              | 30                            |
| Kuwait              | 1238                          |  | Costa de Marfil        | 27                            |
| Cuba                | 1229                          |  | Nueva Zelanda          | 26                            |
| Islas Canarias      | 1012                          |  | Unión Soviética        | 23                            |
| Suiza               | 1005                          |  | Turquía                | 20                            |
| Albania             | 943                           |  | Comoras                | 19                            |
| Islandia            | 926                           |  | Estados Unidos         | 12                            |
| Malasia             | 912                           |  | Japón                  | 8                             |
| Chipre              | 870                           |  | Fiyi                   | 5                             |
| Irlanda             | 868                           |  | Guinea                 | 4                             |
| Costa Rica          | 824                           |  | Mali                   | 4                             |
| Panamá              | 653                           |  | Hong Kong              | 3                             |
| Ghana               | 612                           |  | Otros                  | 62                            |
| Jordania            | 476                           |  | /                      | /                             |
| Perú                | 420                           |  | /                      | /                             |

### Designaciones en otros países
En otros mercados el nombre original fue reemplazado por meras cuestiones de marketing; y en el caso de Colombia se usó primero la marca de Fiat por cuestiones de reconocimiento de marca, sin importar la diferente calidad de ambos productos, siendo los nombres más conocidos:
- FSO Polonez 1300/1500 (Chile) - Algunas unidades llegaron después de 1989, cuando la licencia de la Fiat ya había caducado, comerciándose unidades marcadas como Polski Fiat junto a unidades marcadas como FSO, siendo el mismo coche pero con diferente marca.
- Fiat Polski 125/125p (Colombia) - Simplemente como estrategia, la C.C.A. primero trajo el coche como Fiat Polski, pues anteriormente se habían importado por el gobierno directamente (mediante la desaparecida Corporación Financiera del Transporte (CFT)); algunas unidades del Polski Fiat 125p, que posteriormente se ensamblara en las instalaciones de la planta bogotana, hasta el año de 1982, cuando fue reemplazado por el Fiat 131 Mirafiori.
- FSO Polda (Dinamarca)
- Nasr 125p (Egipto)
- Fiat/FSO 1300/1500 (p) (Egipto) - Después de cesar su producción, algunas unidades llegaron por medio de terceros al país árabe, usando el nombre de FSO, al haber caducado la licencia en 1990.
- Polski Fiat Lapponia (Finlandia)
- Polski Fiat 125px (Francia)
- FSO Linda (Francia)
- FSO Montana Break (Francia)
- FSO Arizona Pickup (Francia)
- FSO Classic/Classic Estate (Países Bajos)
- Zastava 125pz  (Yugoslavia)